# گمینا زنبوویتسه
گمینا زنبوویتسه (به لهستانی:  Gmina Zębowice) یک گمینا در لهستان است که در شهرستان اولسنو واقع شده‌است. گمینا زنبوویتسه ۹۵٫۸۱ کیلومتر مربع مساحت و ۴٬۰۹۰ نفر جمعیت دارد.